# Victor Mesa
Víctor Mesa (20 febbraio 1960) è un giocatore di baseball cubano.

## Palmarès

### Olimpiadi
- Oro a Barcellona 1992.

### Campionato mondiale di baseball
- Oro a Havana 1984;
- Oro a Olanda 1986;
- Oro a Roma 1988;
- Oro a Edmonton 1990;
- Oro a Managua 1994.